# Spinomantis bertini
Spinomantis bertini es una especie de anfibio de la familia Mantellidae.
Es endémica de Madagascar.
Su hábitat natural incluye bosques bajos y secos, montanos tropicales o subtropicales secos, ríos y áreas rocosas.
Las amenazas a su conservación son la pérdida y degradación de su hábitat natural.